# Jacques Johannes Bouvy
Jacques Johannes Bouvy (* 26. März 1880 in Banda Neira, Niederländisch-Indien; † 8. Dezember 1961 in ’s-Gravenhage) war ein niederländischer Fußballspieler.

## Karriere
Bouvy stammte aus einer niederländischen Fußballfamilie aus Dordrecht. Gemeinsam mit seinen Brüdern Nico(laas) Jan Jerome (1892–1957), Evert (1881–1964) und Adolf Albert (1884–1945) bildete er das „Bouvy Kwartet“ des Dordrechtsche Football Club. Vermutlich weilte er als Student in Karlsruhe, da er später als Ingenieur in dieser Stadt tätig war. Ab 1904 gehörte er dem Karlsruher FV an, mit dem er das am 11. Juni 1905 in Köln ausgetragene Finale um die Deutsche Meisterschaft im Weidenpescher Park erreichte. Doch gegen den BTuFC Union 92, dem Meister des Verbandes Berliner Ballspielvereine, unterlag er mit seiner Mannschaft mit 0:2. Zur Saison 1914/15 wechselte er zum HFC Haarlem, für den er bis Saisonende 1922/23 spielte und anschließend seine Karriere beendete.

## Erfolge
- Finalist Deutsche Meisterschaft 1905

## Sonstiges
1913 heiratete er im niederländischen ’s-Gravenhage und wurde Vater zweier Kinder. 
Sein Großvater Jacobus Johannes gründete 1848 die N.V. Koninklijke Nederlandse Glasfabriek J.J.B.J. Bouvy.